# Gmina Koronowo
Die Gmina Koronowo [kɔrɔ'nɔvɔ] ist eine Stadt-und-Land-Gemeinde im Powiat Bydgoski der Woiwodschaft Kujawien-Pommern in Polen. Ihr Sitz ist die gleichnamige Stadt (deutsch Polnisch Krone, später Crone an der Brahe) mit etwa 11.250 Einwohnern.

## Geographie
Die Gemeinde liegt zehn Kilometer nördlich von Bydgoszcz (Bromberg) und zehn Kilometer westlich der Weichsel. Die Brahe (Brda) schneidet sich tief in das Gemeindegebiet ein. Mit einer Fläche von 411,7 km² gehört sie zu den größten Gemeinden im Powiat.

## Gliederung
Die Stadt-und-Land-Gemeinde Koronowo umfasst die Stadt, 34 Dörfer mit Schulzenämtern und weitere kleinere Ortschaften und Siedlungen:
| polnischer Name       | deutscher Name (1815–1920)                | deutscher Name (1939–1945)                     |
| --------------------- | ----------------------------------------- | ---------------------------------------------- |
| Buszkowo              | Buschkowo                                 | 1939–1942 Buschkowo 1942–1945 Buschberg        |
| Byszewo               | Byschewo                                  | 1939–1942 Byschewo 1942–1945 Bischau           |
| Bytkowice             | Böthkenwalde                              | Böthckenwalde                                  |
| Dziedzinek            | Dzidzinek                                 | 1939–1942 Dzidzinek 1942–1945 Diedeneck        |
| Glinki                | Neu Glinke                                | Neuglinke                                      |
| Gogolin               | Gogolin                                   | 1939–1942 Gogolin 1942–1945 Golendorf          |
| Gogolinek             | Gogolinke                                 | 1939–1942 Gogolinke 1942–1945 Golingen         |
| Gościeradz            | Goscieradz                                | 1939–1942 Goscieradz 1942–1945 Schmiedenau     |
| Huta                  | Hutta                                     | 1939–1942 Hutta 1942–1945 Wallhütte            |
| Koronowo              | Polnisch Krone 187?–1920 Crone a.d. Brahe | Krone a.d. Brahe                               |
| Krąpiewo              | Krompiewo                                 | Rohrbeck                                       |
| Łąsko Małe            | Klein Lonsk                               | 1939–1942 Klein Lonsk 1942–1945 Lenzhuben      |
| Łąsko Wielkie         | Groß Lonsk                                | 1939–1942 Groß Lonsk 1942–1945 Lenzhagen       |
| Lucim                 | Luczmin 1906–1920 Lutschmin               | 1939–1942 Lutschmin 1942–1945 Lugfelde         |
| Mąkowarsko            | Monkowarsk                                | 1939–1942 Monkowarsk 1942–1945 Mönkenwerth     |
| Morzewiec             | Marthashausen                             | Martashausen                                   |
| Nowy Dwór             | Neuhof                                    | Neuhof                                         |
| Nowy Jasiniec         | Neu Jaschinnitz                           | 1939–1942 Neu Jaschinitz 1942–1945 Neu Jasnitz |
| Okole                 | Okollo                                    | 1939–1942 Okollo 1942–1945 Kollenbach          |
| Osiek                 | Osiek                                     | 1939–1942 Osiek 1942–1945 Markwall             |
| Popielewo             | Fünfeichen                                | Fünfeichen                                     |
| Salno                 | Salno                                     | 1939–1942 Salno 1942–1945 Sallen               |
| Samociążek            | Sanddorf                                  | Sanddorf                                       |
| Sitowiec              | Schanzendorf                              | Schanzendorf                                   |
| Skarbiewo             | Skarbiewo                                 | 1939–1942 Skarbiewo 1942–1945 Scharbendorf     |
| Stary Dwór            | Althof                                    | Althof                                         |
| Stary Jasiniec        | Alt Jasnitz                               | Alt Jasnitz                                    |
| Tryszczyn             | Trischin                                  | 1939–1942 Trischin 1942–1945 Trischen          |
| Wierzchucin Królewski | Königlich Wierzchucin                     | 1939–1942 Wierkutschin 1942–1945 Wiershütten   |
| Więzowno              | Wiensowno                                 | 1939–1942 Wiensowno 1942–1945 Wensau           |
| Wilcze                | Wilcze 1906–1920 Wilsche                  | Wilsche                                        |
| Wiskitno              | Wiskitno                                  | 1939–1942 Wiskitno 1942–1945 Steinmeiler       |
| Witoldowo             | Witoldowo 1908–1920 Wittelsdorf           | Wittelsdorf                                    |
| Wtelno                | Wtelno                                    | 1939–1942 Wtelno 1942–1945 Wittelskirch        |

## Sehenswürdigkeiten
- Synagoge und Jüdischer Friedhof in Koronowo
- Ruine der Ordensburg Jaschinnitz in Nowy Jasiniec

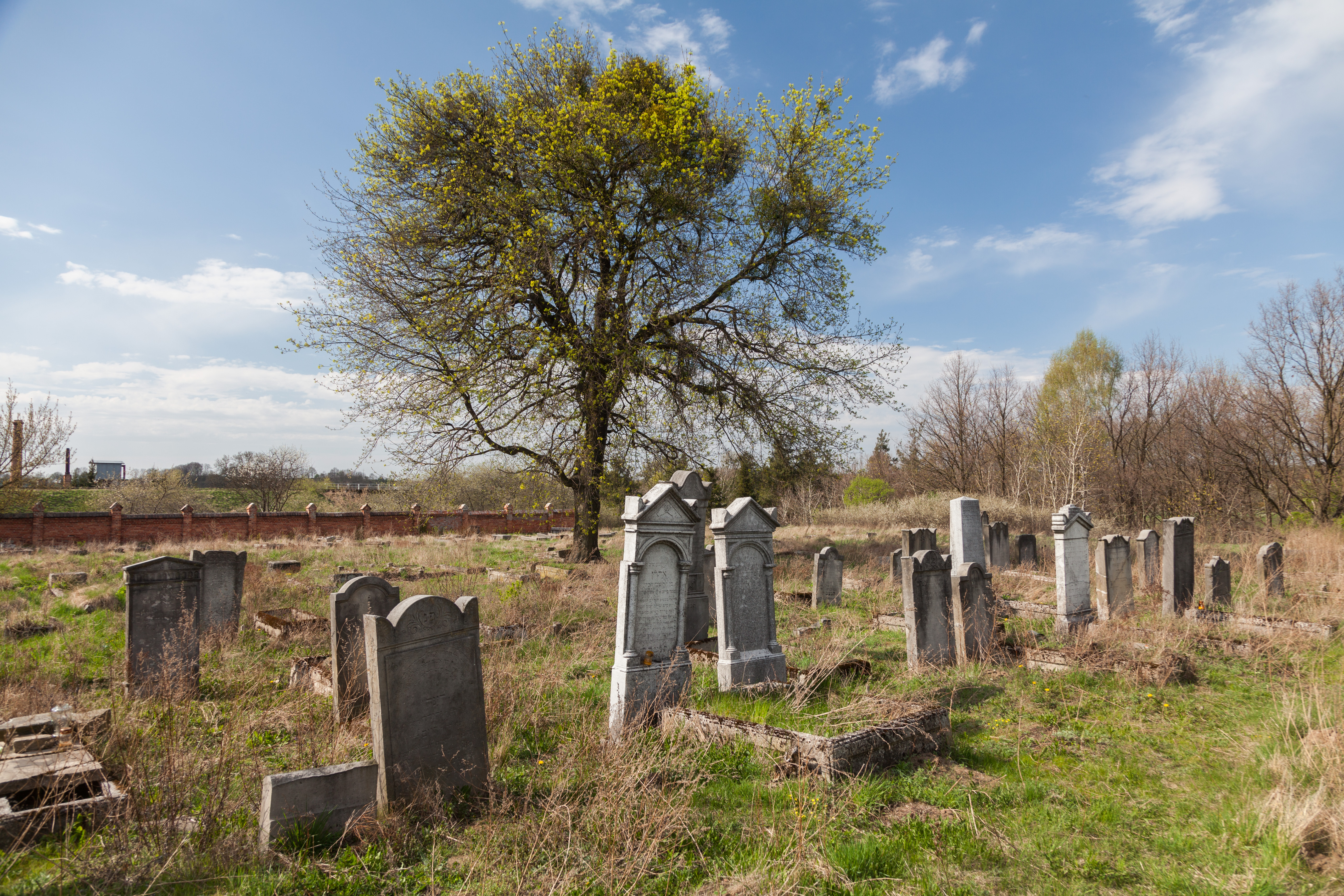
Jüdischer Friedhof
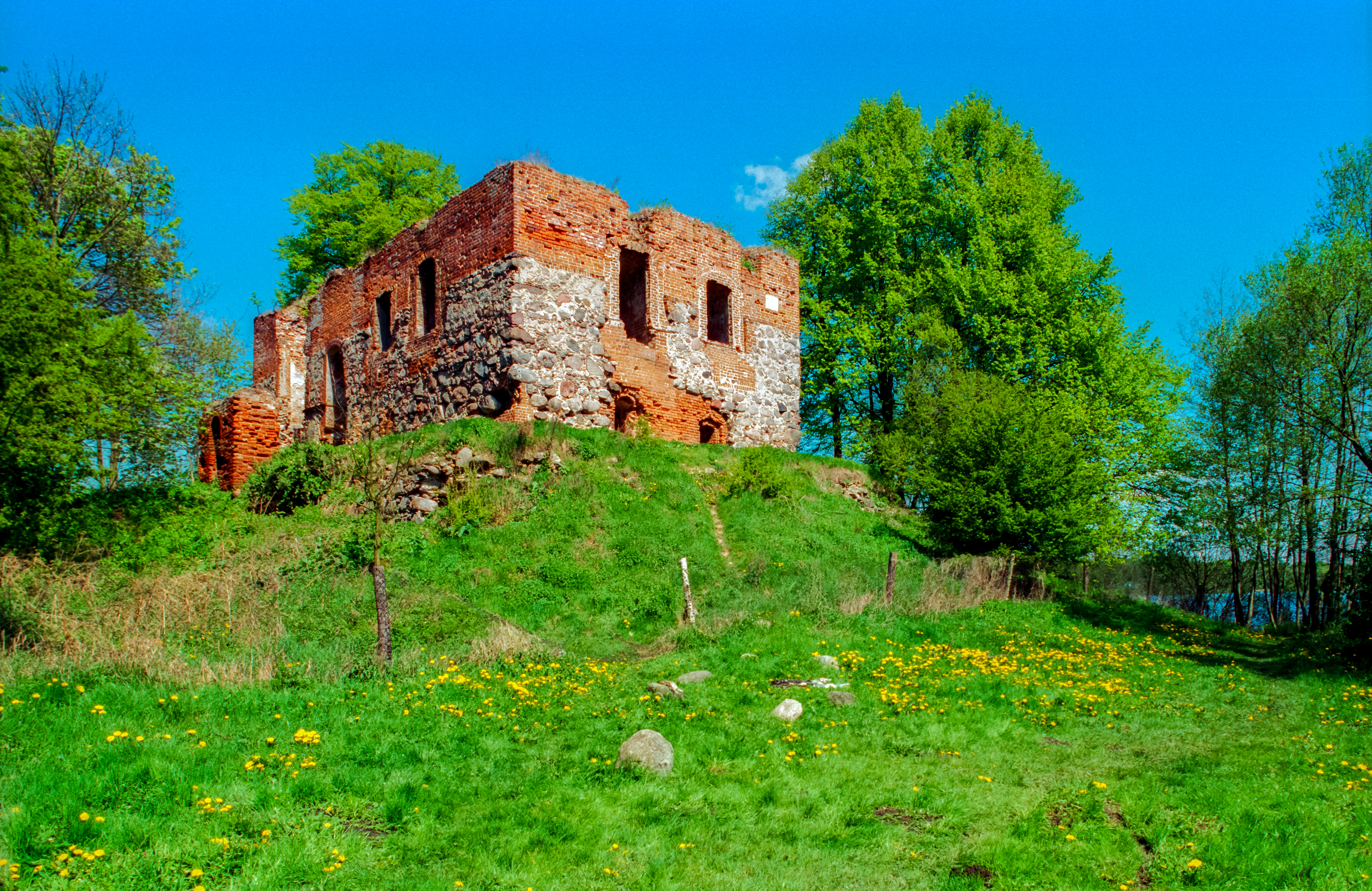
Burgruine
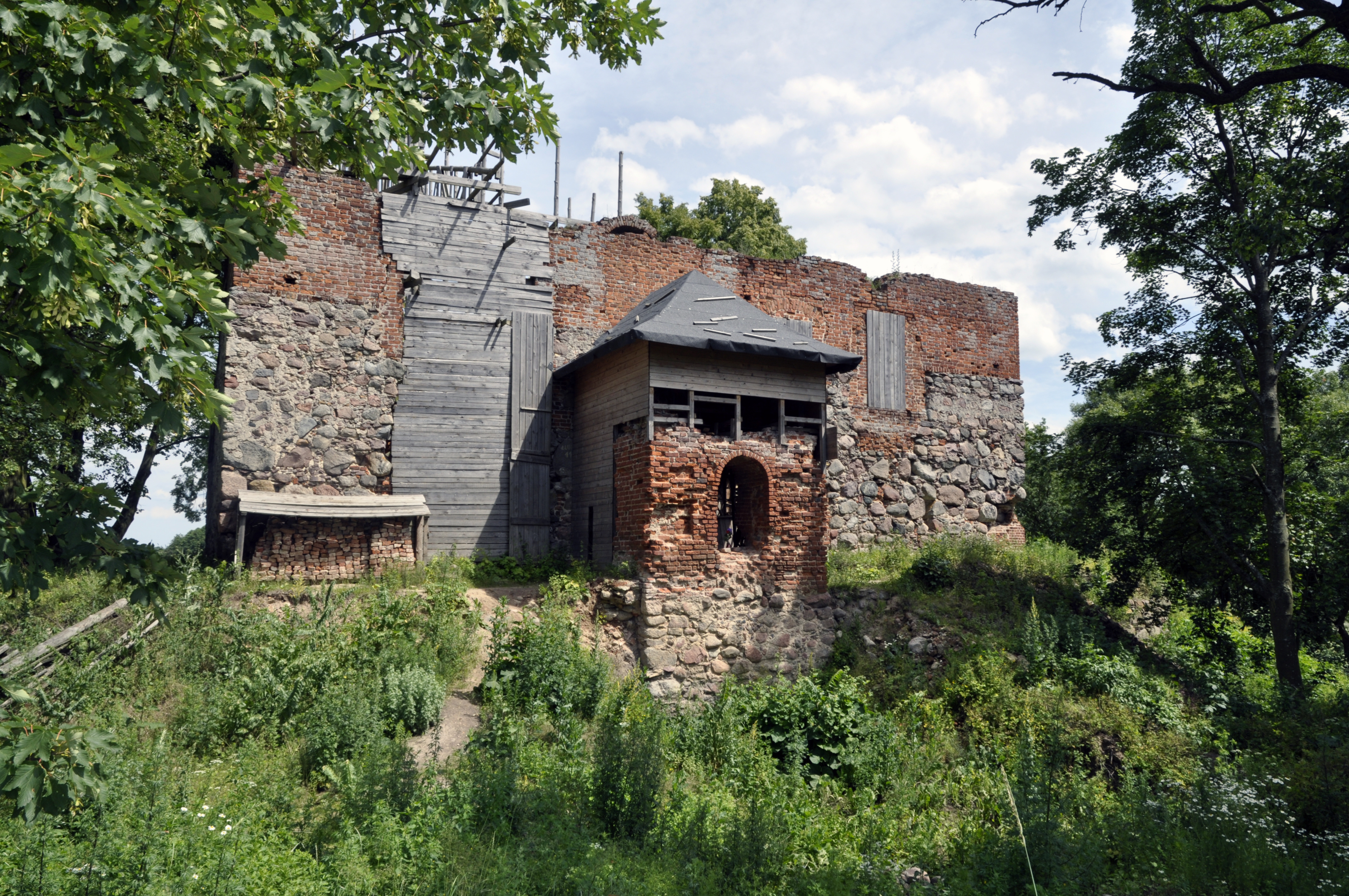
Sicherung der Burg
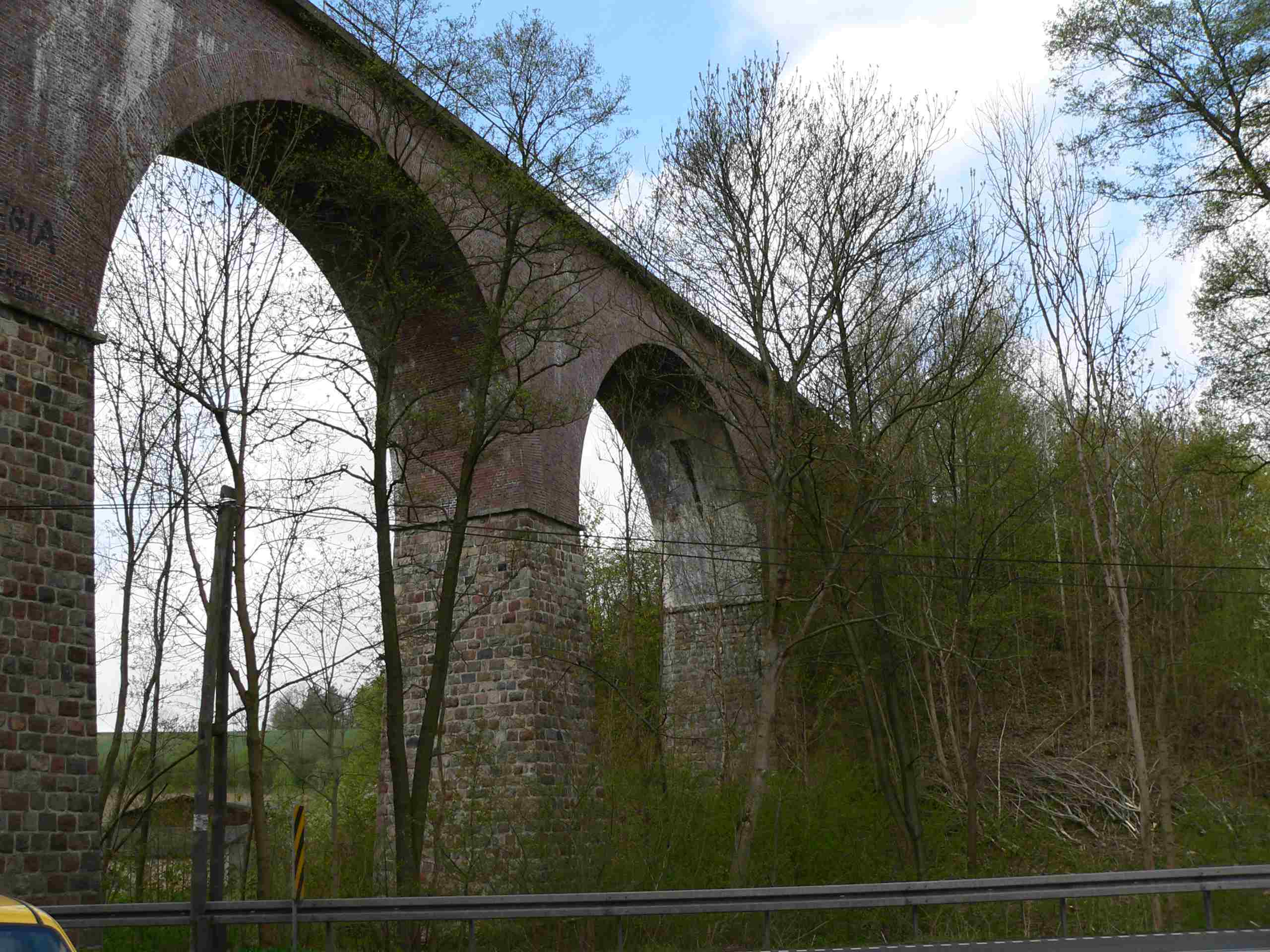
Bahnviadukt bei Buszkowo

## Verkehr
In Koronowo endeten die Bahnstrecke Tuchola–Koronowo und die Schmalspurbahn Bydgoszcz–Koronowo.